# Wratislav II av Böhmen
Wratislav II av Böhmen, född cirka 1035, död 14 januari 1092, son till Břetislav I av Böhmen och Judith av Schweinfurt, var kung av Böhmen från 1086 till sin död. Han var gift med Adelaide av Ungern och fick med henne dottern Judyta (född cirka 1056) samt sönerna Bretislav II, Borivoj II och Vladislav I.